# Rašid al-Din

Rašid al-Din Ṭabib (perzijsko رشیدالدین طبیب), znan tudi kot Rašid al-Din Fadlulah Hamadani (perzijsko رشیدالدین فضل‌الله همدانی) je bil državnik, zgodovinar in zdravnik iz Perzije, kjer je takrat vladal Ilkanat, * 1247, Hamadan, Ilkanat, † 18. julij 1318, Tabriz, Ilkanat.
Rojen je bil v perzijski judovski družini v Hamadanu. Pri tridesetih letih se je spreobrnil v islam in postal vpliven vezir ilkana Gazana. Gazan mu je naročil pisanje knjige Džami at-Tavarik (Zbornik letopisov), ki velja za najpomembnejši posamezni vir za zgodovino Ilkhanata in Mongolskega cesarstva. Na položaju vezirja je ostal do leta 1316. Obtožen je bil, da je zastrupil ilkanatskega kana Oldžejtuja in bil eta 1318 usmrčen.
Zgodovinar Morris Rossabi ima Rašida al-Dina za "verjetno najbolj ugledno osebnost v Perziji med mongolsko vladavino".  Bil je plodovit avtor in ustanovitelj akademske fundacije Rab'-e Rašidi v Tabrizu.

## Biografija
Rašid dal-Din je bil rojen v perzijski judovski družini v Hamadanu. Njegov stari oče je bil dvorjan na dvoru Hulegu kana, ustanovitelja Ilkanata. Oče je bil lekarnar na ilkanovem dvoru.  Sam se je približno pri tridesetih letih spreobrnil v islam.
Rašid je bil usposobljen za zdravnika in začel službovati pod Hulegujevim sinom  Abaka kanom. Povzpel se je do položaja velikega vezirja na ilkanovem dvoru v Sultaniji pri Kazvinu. Kot zdravnik je služboval pod kanoma Gazanom in Oldžejtujem in se potem med vladanjem Abu Said Bahadur Kana  zapletel v dvorne spletke. Bahadur kana so ubili njegovi ministri.  Za Rašidom al-Dinom je kot vezir na kratko služil njegov sin Gijas al-Din ibn Rašid al-Din.

## Džami al-Tavarik
Džami al-Tavarik (Zbornik letopisov) je bil napisan po Gazanovem naročilu in je sprva vseboval zgodovino Mongolov in njihove dinastije. Postopoma se je razširil na celo zgodovino od Adama do Rašid al-Dinovega časa.
Rašidu je pri pisanju pomagal Bolad, mongolski plemič in odposlanec velikega kana na ilkanovem dvoru. Bolad mu je dal veliko podatkov o Mongolih. Zbornik je bil zaključen med Oldžejtujevim vladanjem med letoma 1307 in 1316.

### Kaligrafska delavnica Rab-e Rašidi
Džami al-Tavarik je bil napisan v dovršenem skriptoriju v Kazvinu,  katerem je bila zaposlena velika skupina kaligrafov in Ilustratorjev razkošno ilustriranih knjig. Knjige je bilo mogoče kopirati z nezmanjšano natančnostjo s postopkom tiskanja, uvoženim iz Kitajske.
Delo, dokončano okoli leta 1307, je bilo izjemno obsežno. Več zvezkov zbornika ni preživelo ali se jih še ni odkrilo. Deli Džami al-Tavarik so ohranjeni v bogato ilustriranih rokopisih, za katere se domneva, da so nastali v času njegovega življenja in morda pod njegovim neposrednim nadzorom v delavnici Rab-e Rašidi.

### Zgodovinopisni pomen
Prvi in Drugi  zvezek  Džami al-Tavarik sta se ohranila in sta pomemben vir za preučevanje Ilkanata. 
V Prvem zvezku je zgodovina turških in mongolskih plemen, vključno z njihovimi plemenskimi legendami, rodoslovji, miti in zgodovino mongolskih osvajanj od Džingiskana do konca vladavine Gazan kana.
V Drugem zvezku so zgodovine vseh ljudstev, s katerimi so se Mongoli vojskovali ali izmenjali diplomatske misije. Rašid al-Dinov glavni vir podatkov za obdobje do vladavine Möngke kana (1251–1259) je bil  Ata-Malik Džuvajini. Seveda je uporabljal tudi številne, zdaj izgubljene vire z Daljnega  vzhoda in druge vire. Zbornik je morda najbolj izčrpen perzijski vir podatkov za mongolsko obdobje. Za obdobje Džingiskana so njegovi viri vključevali tudi zdaj izgubljeno Altan Debter (Zlata knjiga). Zdi se, da je njegovo obravnavanje obdobja Ilkanidov pristransko, saj je bil sam njihov visok uradnik, vendar še vedno dovolj objektivno, da se šteje za najdragocenejši pisni vir podatkov za to dinastijo.
Tretji zvezek zbornika je izgubljen ali ni bil  nikoli  dokončan. Vseboval je zgodovinsko geografijo. Najpomembnejša zgodovinopisna zapuščina Džami al-Tavarik bi lahko bilo njegovo pričevanje o kulturnem mešanju in posledični dinamiki, ki je pripeljala do veličine Perzijskega in Osmanskega cesarstva, katerih številni vidiki so bili preneseni v Evropo in vplivali na renesanso. Kulturno mešanje  je bilo produkt geografske razširitve Mongolskega cesarstva in se najbolj jasno odraža prav v delu Rašida al-Dina. Opis različnih ljudstev, s katerimi so Mongoli prišli v stik, je eden prvih poskusov preseganja ene same kulturne perspektive in obravnavanja zgodovine v univerzalnem merilu. Zbornik  je poskušal predstaviti zgodovino celotnega sveta tiste dobe, vendar je, na žalost, veliko zvezkov izgubljenih.
Eden od zvezkov Džami al-Tavarik obsežno obravnava zgodovino Frankov (1305/1306), ki je morda temeljila na informacijah Evropejcev, ki so delali pod ilkani. Med njimi so bili tudi Isol Pisan in dominikanski bratje. Opis je na splošno dosleden, vsebuje številne podrobnosti  o politični organizaciji Evrope in  uporablja mappae mundi (zemljevidi sveta) italijanskih pomorščakov in kraljevske  kronologije, ki izhajajo iz kronike Martina Opavskega († 1278).

### Tiskanje in prevajanje
Rašid al-Din je vse svoje  spise, z zemljevidi in ilustracijami vred, zbral v en sam zvezek in ga naslovil  Džami' al-Tasanif al-Rašid (Zbornik al-Rašidovih del). Nekaj svojih del s področja medicine in uprave je celo prevedel v kitajščino. Dostop do njegovih del je imel, kdor je želel, on sam pa je celo spodbujal, da se prepisujejo. Ustanovil je sklad, iz katerega sta se vsako leto financirala dva popolna prepisa njegovih del, eden v  arabščini in eden v perzijščini.
Postopek tiskanja v njegovi delavnici je opisal on sam in je zelo podoben postopkom, ki so se uporabljali v velikih tiskarnah na Kitajskem pod Feng Daom (932–953):
Knjigo, ki smo jo želeli razmnožiti, so izkušeni kaligrafi prenesli na glinene tablice ki so jih pregledali in popravili izkušeni bralci. Njihova imena so se zapisala na hrbtno stran tablic. Črke so nato vrhunski graverji izrezali in vse strani knjige oštevilčili. Ko je bilo graviranje končano, so se tablice zložile v vrečke in shranile pri zanesljivih ljudeh. Če je kdo želel izvod knjige, je plačal stroške tiskanja, ki jih je določila vlada. Tablice smo nato vzeli iz vrečk in jih zložili na liste papirja, da smo dobili želene natisnjene liste. Na ta način je naročnik dobil popolno kopijo izvirnega besedila, ker ga na ta način ni bilo mogoče spremeniti. (Tudi sam) sem dal narediti kopije,  jih posojal prijateljem in jih pozval, naj jih prepišejo in vrnejo izvirnike.
Rašid al-Din je naročil tudi arabske prevode del, napisanih v perzijščini, in perzijske prevode del, napisanih v arabščini. Ko so bili prevodi opravljeni, so se  shranili v knjižnici mošeje Rab-e Rašidi.

### Avtorstvo in obtožbe za plagiatorstvo
Avtorstvo knjige Džami al-Tavarik je bilo vprašljivo iz več razlogov. Abu al-Kasim Kašani (umrl 1324), ki je napisal najpomembnejše ohranjeno sodobno delo o ilkanu Oldžejtuju, je trdil, da je on sam pravi avtor Džami al-Tavarik, "za katerega je Rašid al-Din ukradel ne le zasluge, ampak tudi zelo velike finančne nagrade".
Encyclopædia Iranica navaja: "Čeprav je malo razlogov za dvom o Rašid al-Dinovem avtorstvu  Džami al-Tavarik, se delo na splošno šteje za kolektivno delo, ki so ga deloma opravili raziskovalci." Eden od teh pomočnikov je bil morda Abu al-Kasim Kašani. 
Nekateri zgodovinarji so tudi trdili, da je zbornik prevod mongolskega izvirnika

## Avtorstvo njegovihPisem
Znanstveniki se prepirajo, ali so pisma Rašida al-Dina ponaredek ali ne. David Morgan v svojem delu Mongoli omenja, da je Alexander Morton dokazal, da so ponaredek, verjetno iz obdobja Timuridov. Eden od zagovorniko pristnosti pisem je Abolala Soudovar.

## Fahlavije
Nekaj pesnitev, ki se mu pripisujejo, je napisanih v njegovem domačem narečju fahlavi: polverz zabān-e fahlavī,  štirivrstična kitica bajt-efahlavī in še en polverz z naslovom zabān-e pahlavī.

## Izguba vpliva in smrt
Leta 1312 je njegov kolega Said-al-Din Mohamed Avadži izgubil oblast in ga je zamenjal Tadž-al-Din Ali-Šah Džilani. Nato je leta 1314 umrl Oldžejtu in oblast je prešla na njegovega sina Abu Saida Bahadur Kana, ki je stopil na stran Ali-Šaha. Leta 1318 je bil Rašid al-Din obtožen zastrupitve Oldžejtuja in bil 13. julija, star sedemdeset let, usmrčen. Na sodišču je bilo večkrat omenjeno  njegovo judovsko poreklo. Njegovo odsekano glavo so po usmrtitvi nosili po mestu in vzklikali: "To je glava Juda, ki je zlorabil božje ime, naj bo nad njim božje prekletstvo".
Njegovo premoženje je bilo zaplenjeno, Rab-e Rašidi s skriptorijem in dragocenimi kopijami njegove knjige pa je bil predan mongolskemu vojaštvu. Stoletje pozneje, v času vladavine Timurjevega sina Miran šaha, so bile kosti Rašida al-Dina izkopane in z muslimanskega pokopališča prenešene na judovsko pokopališče.

## Nacionalno in politično prepričanje
Rašid al-Din je bil iranski patriot in občudovalec iranske državne zgodovine. V Džami al-Tavarik je  državo imenoval Iran, s čimer je pokazal svojo nenaklonjenost Mongolom, ki jih imenuje Turki.